# 可視光通信実験衛星

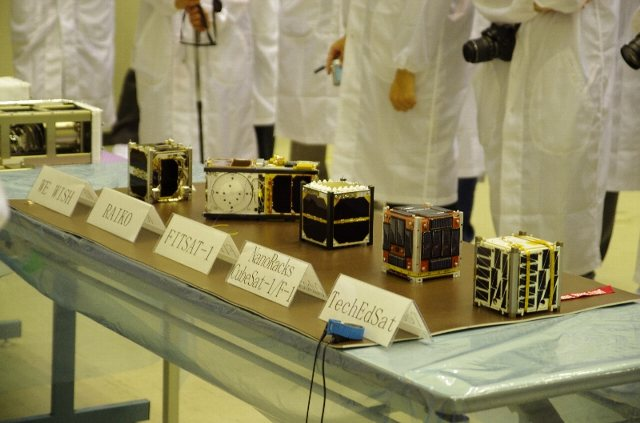
中央が可視光通信実験衛星FITSAT-1

可視光通信実験衛星とは、可視光通信を使用する通信衛星である。
通常、申請から免許の取得まで2 - 3年かかるとされ、無線局免許申請作業が不要で指向性が強いため混信がおきにくく、電磁波障害やレーザー光のような視覚障害が無いとされる。
通信速度は現在はまだ遅く、低軌道の場合、角速度が速く、視野から急速に去るので追尾が困難で安定した伝送が困難である。また、高度を上げると、追尾が容易にはなるものの、光源を高出力化する必要があり、消費電力等、可視光ならではの利点が損なわれる可能性がある。衛星との双方向光通信も試みられた。

## 通信設備
受信にはパラボラアンテナに相当する望遠鏡が必要である。また、精密な追尾が不可欠で高速で追尾する必要がある。送信には強力なLED光源を用いる。現時点では送受信共に大掛かりな設備が必要。

## 主な可視光通信実験衛星
- FITSAT-1 - 2012年11月21日に大分県由布市と韓国のKAISTで世界初となる宇宙・地上間のLEDによる可視光通信の実験を行った[2]。
- ぎんれい - 2014年4月26日に衛星からのモールス信号が確認された[3]。